# Espen Greger Hagen
Espen Greger Hagen (Trondheim,  20 februari 1964 – Amsterdam, 10 april 2008) was een Noorse kunstschilder. Hagen was de rechterhand van Herman Brood, met wie hij vanaf halverwege de jaren 90 tot Hermans overlijden op 11 juli 2001 nauw samenwerkte. De Noor, die ten tijde van zijn dood woonachtig was in Amsterdam, overleed op 10 april 2008 aan een hartstilstand.

## Biografie
Espen Greger Hagen werd geboren in 1964 in Trondheim, maar bracht een groot gedeelte van zijn jeugd door in Tanzania. In 1980 volgde hij een studie tekenen in Trondheim om vervolgens aan het Emily Carr University of Art and Design in Vancouver schilderen en beeldhouwen te studeren. Na zijn studie in Vancouver volgde Hagen een studie schilderen en beeldhouwen aan de Gerrit Rietveld Academie in Amsterdam, welke hij in 1990 succesvol afrondde.
Hagen werkte vanaf halverwege de jaren 90 samen met goede vriend Herman Brood, met wie hij verschillende malen samen exposeerde. Hagen, bekend van onder andere zijn Indianenportretten, wordt vaak genoemd als zijn opvolger.

## Tentoonstelling
In het buitenland heeft Espen Greger Hagen geëxposeerd in onder andere Vancouver, Oslo, Monaco, Kroatië, Massachusetts, Keulen en in zijn geboorteplaats Trondheim. In Nederland had hij exposities in onder meer Amsterdam, Den Haag, Maastricht en Naarden. 